# 1780 aux échecs
| Années des échecs : 1777 - 1778 - 1779 - 1780 - 1781 - 1782 - 1783    |
| Décennies des échecs : 1750 - 1760 - 1770 - 1780 - 1790 - 1800 - 1810 |

Cet article présente les faits marquants de l'année 1780 aux échecs.

## Naissances
- 3 juillet : Alexandre Deschapelles, un des meilleurs joueurs d’échecs du début du XIXe siècle[1].
- 22 août 1780 : Jacques-François Mouret, un des opérateurs cachés du Turc mécanique.

## Nécrologie
- Carlo Cozio, auteur italien d'un traité sur les échecs.